# Западен червеноклюн токо
Западният червеноклюн токо (Tockus kempi) е вид птица от семейство Носорогови птици (Bucerotidae).

## Разпространение
Видът е разпространен от Сенегал и Гамбия до южна Мавритания и западно Мали.

## Описание
Това е малка птица с извита червена човка, която е по-оранжева в долната част на човката и по-ярко червена в горната част, като и двете завършват с тъмно оранжев цвят. Главата е сивобяла с черни пера по задната част, както и по шията. Има бяло оперение по лицето и големи тъмносиви кръгове на очите. Склерата е тъмнокафява, а зеницата – черна. Крилата са с големи и малки кръгове от бели пера, заобиколени от черни пера, с бели в горната половина на вътрешността и черни в долната половина на вътрешността. Има дълги пера на опашката, които са черни отвън и сивобели отвътре.